# Bolívia az 1984. évi téli olimpiai játékokon
Bolívia a jugoszláviai Szarajevóban megrendezett 1984. évi téli olimpiai játékok egyik részt vevő nemzete volt. Az országot az olimpián 1 sportágban 3 sportoló képviselte, akik érmet nem szereztek.

## Alpesisí
Férfi
| Versenyző            | Versenyszám      | 1. futam | 1. futam | 2. futam      | 2. futam      | Összesítés | Összesítés |
| Versenyző            | Versenyszám      | Idő      | Hely.    | Idő           | Hely.         | Idő        | Helyezés   |
| -------------------- | ---------------- | -------- | -------- | ------------- | ------------- | ---------- | ---------- |
| José-Manuel Bejarano | Óriás-műlesiklás | 2:04,38  | 81.      | 2:29,58       | 76.           | 4:33,96    | 76.        |
| Mario Hada           | Óriás-műlesiklás | kizárták | kizárták | kiesett       | kiesett       | kiesett    | kiesett    |
| Scott Alan Sánchez   | Lesiklás         |          |          |               |               | 1:54,75    | 43.        |
| Scott Alan Sánchez   | Műlesiklás       | 1:00,16  | 36.      | nem ért célba | nem ért célba | kiesett    | kiesett    |
| Scott Alan Sánchez   | Óriás-műlesiklás | 1:29,45  | 38.      | 1:27,84       | 32.           | 2:57,29    | 34.        |